# 井冈纤树蛙
井冈纤树蛙（学名：Gracixalus jinggangensis）一种于中国江西省井冈山荆竹山景区发现的一种两栖动物，隶属于树蛙科纤树蛙属。

## 形态特征
井冈纤树蛙体型小而扁平，雄蛙体长27.9～33.8毫米，雌蛙体长31.6毫米。身体背面皮肤粗糙，呈棕色，体背中部有一倒“Y”形棕黑色大斑；后肢背面有黑棕色横纹；体侧有排列成纵行的几个淡的、黑色大斑块；喉部、胸部以及四肢腹面灰色带深色云斑；腹面前部白色带黑色大斑块，后部斑块变半透明、淡黄色；后肢腹面棕色。

## 保护
本种于2023年被收录入《有重要生态、科学、社会价值的陆生野生动物名录》。